# Georgi Stoimenow
Georgi Stoimenow (bułg. Георги Стоименов, ur. 17 kwietnia 1952 w Sofii) – bułgarski bokser, wicemistrz Europy w wadze półciężkiej.

## Życiorys
Zdobył brązowy medal  w wadze półciężkiej (do 81 kg) na mistrzostwach Europy juniorów w 1972 w Bukareszcie
Wystąpił w tej kategorii wagowej na mistrzostwach Europy w 1973 w Belgradzie, gdzie przegrał pierwszą walkę z Ottomarem Sachse z NRD.
Zdobył srebrny medal w tej samej kategorii na mistrzostwach Europy w 1975 w Katowicach po wygraniu dwóch walk i przegranej w finale z Anatolijem Klimanowem z ZSRR.
Odpadł w drugiej walce na igrzyskach olimpijskich w 1976 w Montrealu przegrywając z Januszem Gortatem.